# シューテム・アップ
『シューテム・アップ』（Shoot 'Em Up）は、2007年にアメリカ合衆国で公開された、マイケル・デイヴィス脚本・監督のアクション/スリラー/ブラックコメディ映画である 。プロデュースはスーザン・モントフォードとドン・マーフィーとリック・ベナーター。

## あらすじ
ある日、ホームレスのスミスは妊婦が悪党に追われている場面に出くわす。加勢したスミスは銃弾の雨の中で出産に立ち会うが、母親は流れ弾に当たって即死。一度は赤子を公園に放置しようとしたスミスだったが、結局見捨てきれずに赤子を抱えて、悪党ハーツたちの追跡をかわす。赤子にあげる母乳ほしさに、付き合いのあった娼婦ドンナに世話を頼もうとするが断られてしまう。この一件がもとで、ドンナにもハーツの追っ手がかかってしまい巻き込んでしまった。スミスは、赤子とドンナを守りながら、ハーツたち悪党からの逃亡を図る。

## 登場人物・キャスト
スミス
演 - クライヴ・オーウェン、日本語吹替 - 古澤徹
ニューヨークのホームレスだが、凄腕のガンマン。口癖は自分の感性に合わない事物に対して言い放つ「気にいらねぇな！」。子どもや、弱いものを見捨てれない強い義侠心の持ち主。一方で倫理観が普通の価値基準から大幅にずれている部分もあり、走行中の車からゴミを捨てたビジネスマンに車をぶつけて事故を起こさせるなど過激な面がある。自身のことは「ユナ・ボマー」だと自称したり、不法入居している廃墟で飼っているネズミを「ミッキー」、拾った赤子を「オリバー」と名づけるなど、独特のユーモア、ネーミングセンスをもつ。ホームレスであるが、シークレットサービスの隠語が「子守り」であることや「オリバー・ツイスト」を読んだことがあるなど博学。銃は基本的には持ち歩かない主義だが、敵から奪ったり、現地調達した銃器を使用する。
ハーツ
演 - ポール・ジアマッティ、日本語吹替 - 大川透
髪が後退し始めた頭に、眼鏡とさえない中年の容姿の悪党。指紋認証つきの拳銃 デザートイーグル・シルバーモデルを愛用する。恐妻家で一男の父。自称、元「法医行動学顧問」。「子どもの頃から人の心が読める」との言葉通り、スミス一行を執拗に追う切れ者であるが、肝心なところでドジを踏んでしまう。なお、携帯の着信音楽はワーグナーの「ワルキューレの騎行」。
ドンナ・キンタナ
演 - モニカ・ベルッチ、日本語吹替 - 岡寛恵
修道院に偽装した娼館で働く娼婦。昔、スミスの過激な面に惚れていたことがあったらしい。出産経験があり母乳がでるため、オリバーの世話をスミスに頼まれたが断る。しかし、その一件がもとでハーツに目をつけられ、一連の騒動に巻き込まれてしまった。怒るとイタリア語で罵声を吐いてしまう。気が強いが、オリバーに対して優しく接するなど母性あふれる女性。
ハマーソン
演 - スティーヴン・マクハティ、日本語吹替 - 有本欽隆
有名銃器メーカーの社長。ハーツの雇い主。愛犬家。
ローン・マン
演 - グレッグ・ブリック、日本語吹替 - 太田哲治
ラトリッジに雇われてる殺し屋。
ラトリッジ上院議員
演 - ダニエル・パイロン、日本語吹替 - 牛山茂
選挙中の上院議員。銃規制法を訴えている。
赤ん坊のオリバー
演 - シドニー・メンド＝ギブソン、ルーカス・メンド＝ギブソン、ケイリン・イエローリーズ
赤ん坊の母親
演 - ラモーナ・プリングル
スミスに偶然危機を救われた親子。母親は銃撃戦のさなか赤ん坊を生むが、直後に撃ち殺されてしまう。赤ん坊はのちに「オリバー」と命名され、スミス、ドンナとともに逃避行をすることになる。ラドリッジ上院議員の生体肝移植の素材として産まれたオリバーの出生が劇中の焦点となっている。

## 評価
- 映画館大賞「映画館スタッフが選ぶ、2008年に最もスクリーンで輝いた映画」第98位